# عجل البحر

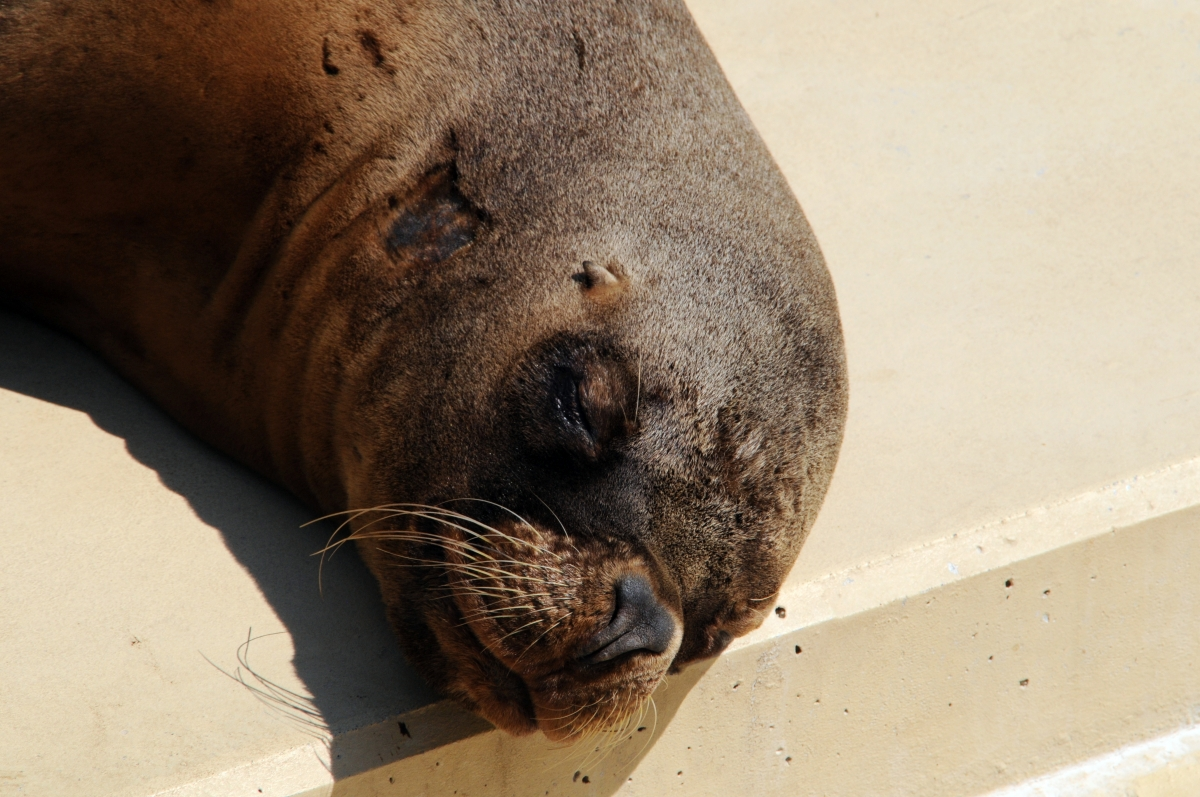
(Otaria flavescens) رفرف أذن أسود البحر الأمريكية الشمالية

يعد عجل البحر (eared seal) أو أسد البحر (otariid) أو الفقمة (otary) عضو من أعضاء فصيلة الفقمات (Otariidae) التي تنتمي لطائفة الثدييات المائية، وإحدى فصائل زعنفيات الأقدام (pinnipeds) الثلاث. وتشتمل هذه الفصيلة على 16نوع موجودة في سبعة أجناس وتعرف هذه الفصيلة باسم أسد البحر (sea lion) أو عجل البحر (fur seal)، وتختلف عن الفقمات (phocids) والفظ (odobenids). تعيش أسود البحر (Otariids) حياة نصف مائية، حيث تتغذى وتتنقل في المياه، بينما تتوالد وتنام على الأرض أو في الثلوج. كما أنها تعيش في المياه القطبية الشمالية والمياه المعتدلة والمياه الاستوائية على طول المحيط الهادي والمحيط الجنوبي والمحيط الهندي الجنوبي والمحيط الأطلسي الجنوبي. ولا تتواجد أسود البحر في المحيط الأطلسي الشمالي.
تُشتق كلمة otariid وكلمة otary من اللغة اليونانية من كلمة otarion وتعني «الأذن الصغيرة»، والتي تشير إلى صغر الصوان الخارجي الظاهر للأذن (صوان الأذن) والذي يستخدم للتفريق بين هذه الأنواع وبين الفقمات (phocids).

## التطور والتصنيف
تنحدر كل من عجول البحر (Phocidae) والفظ (Odobenidae) وأسود البحر (Otаriidae) من فصيلة الفقمات التي تشترك في جد واحد والذي يشبه الدببة المعاصرة حاليا. ويظهر هناك جدل حول ما إذا كان عجول البحر تشعبت من أسود البحر (otariids) قبل أو بعد أحصنة البحر (Walrus).
وقد ظهرت أسود البحر في نهاية العصر الميوسيني (Miocene) «منذ 10-12 مليون سنة» في المحيط الهادي الشمالي وتنقلت بسرعة كبيرة حتى وصلت إلى نصف الكرة الجنوبي حيث يعيش معظم الأنواع الآن. وتعد حفرية الكالورينوس (Callorhinus) (عجل البحر الشمالي) "Northern Fur Seal" أقدم حفرية في التاريخ تم تسجليها للفقمات، ويرجع تاريخها إلى منتصف العصر البليوسيني (Pliocene) ومن المحتمل أنها تكون لعجل بحر منقرض من نوع عجل البحر القطبي الشمالي (Thalassoleon).
وتنقسم الفقمات عادةً إلى فصائل عجول البحر (أركتوسيفالينا) (Arctocephalinae) وأسود البحر (أوتارينا) (Otariinae) الفرعية، ويتم التفريق بينهم عن طريق الطبقة الوبرية الموجودة في النوع الأول. ووفقًا لهذا التصنيف، فإن عجول البحر تشتمل على جنسين: الجنس الأول هو كالورينوس (Callorhinus) والذي ينحدر منه نوع واحد فقط وهو عجل البحر الشمالي (يورسينوس) (ursinus)، أما الجنس الثاني فهو أركتوسيفالوس (Arctocephalus) وينحدر منه ثمانية أنواع تتواجد كلها في نصف الكرة الجنوبي، أما أسود البحر فتشتمل على خمسة أنواع تنحدر من خمسة أجناس. كما تبين بعض التحليلات المعاصرة الناتجة عن الدليل الجيني أن نوع يورسينوس كالورينوس(Callorhinus ursinus) وثيق الصلة بأنواع عديدة من أسود البحر. وإضافة لما سبق، فإن الفقمات (Otariinae) تبدو أكثر وضوحا في تاريخ طور السلالة عن ما كان يُفترض سابقا، فعلى سبيل المثال، فإن أسد البحر الياباني (Japanese sea lion) (جابونيسوس زالوفوس) (Zalophus japonicus) يعد الآن نوعا مختلفًا عن أسد البحر الكاليفورني (California sea lion) (كاليفورنيوس زالوفوس) (Zalophus californius). وفي ضوء هذا البرهان، تم الاستغناء عن تقسيم الأسرة القديم بالكامل، وتم تقسيم فصيلة الفقمات (Otariidae) إلى سبعة أجناس ينحدر منهم 16 نوعًا بالإضافة إلى نوعين فرعيين.
وبالرغم مما سبق، وبسبب التشابه المُورفُولُوجِيّ والسلوكي بين «عجول البحر» و«أسود البحر» فإن التصنيفات السابقة ما زالت مفيدة خاصة عند مناقشة الاختلافات بين مجموعة من الأنواع: كل عجول البحر لها سماتها الخاصة المشتركة فيما بينها: تمتاز عجول البحر عموما بحجمها الصغير ورحلات الصيد الطويلة والإضافية الخاصة بها وصغر ووفرة فرائسها بالإضافة إلى الاختلاف الكبير في إزدواجية الشكل الجنسي. وتمتاز أيضا أسود البحر كافة بسماتها الخاصة المشتركة فيما بينها البعض، ومن ضمن هذه السمات الفرو القصير الخشن الذي يكسوها بالكامل وجسمها الضخم وكبر حجم فريستها الذي يختلف تماما عن عجول البحر. وفقا للأسباب السابقة، فإن هذه العلامات الفارقة ما زالت مهمة.

## التركيب البنيوي والشكل الخارجي
تمتلك أسود البحر زعانف أمامية وعضلات صدرية أكبر من الفقمات، كما تستطيع أسود البحر أن تحني قوائمها الخلفية للأمام وتمشي على قوائمها الأربع مما يسهل قدرتها على المناورة على الأرض. وتعتبر أسود البحر أقل تكيفا مع الحياة المائية، ويرجع سبب ذلك إلى تناسلها في بادئ الأمر على الأرض وقدرتها على الصيد على الأرض بسهولة أكبر عن الفقمات. وعلى الرغم من ذلك فإن سرعتها وقدرتها على المناورة تكون أكبر في المياه. وتنبعث قدرتها على السباحة من خلال استخدام الزعانف أكثر من استخدام الفقمات (phocids) وأحصنة البحر (walruses) للحركات الملتوية للجسم بكامله.
ويمكن تمييز أسود البحر بشكل الرأس الشبيه بالكلب والأنياب الحادة البارزة وكذلك صوان الأذن المرئي الذي تم ذكره مسبقا. وتتميز أنيابها الخلفية بأنها بسيطة التركيب كما أنها مخروطية الشكل. تظهر الصيغة السنية لحيوانات الفقمة كالآتي: {\displaystyle {\tfrac {3.1.4.1-3}{2.1.4.1}}}. يغطي واقي من الشعر الخشن أجسام أسود البحر، بينما تملك عجول البحر طبقة سميكة من الفرو، والتي جعلتها قديما مطمعا للصيد

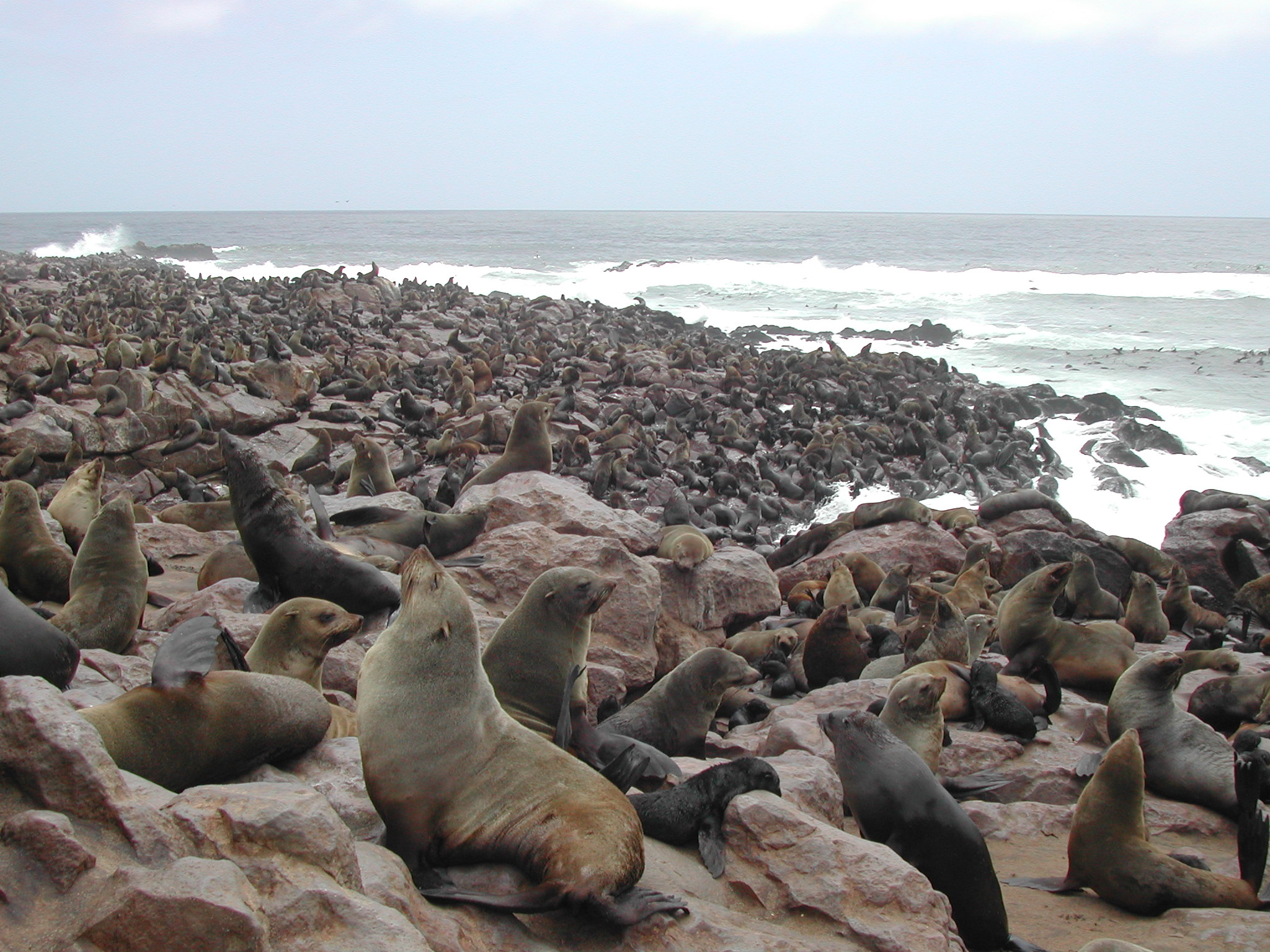
مستعمرة اسود البحر في كيب كروس (ناميبيا)

ويتراوح وزن ذكور الفقمات بين 70 كيلوجرام (150 أوقية) في عجل البحر الغالاباغوسي (Galápagos fur seal) -أصغر الفقمات- وما يزيد عن 1000 كيلوجرام (2200 أوقية) في أسد البحر الاستلري (Steller sea lion). وتزن الذكور البالغة في الفقمات ستة أضعاف وزن الإناث التي لها نفس حجم الرأس والرقبة والصدر، مما تجعلها أكثر الثدييات اختلافا في الجسم طبقا للاختلاف الجنسي.

## السلوك
تتناسل جميع الفقمات على الأرض خلال مواسم التزاوج المحددة. ويستثنى من ذلك أسود البحر الأسترالية (Australian sea lion) التي تبلغ فترة حملها 17.5 شهرًا، كما أنها تشكل مجموعات محددة تتجمع في وقت معين من السنة على الشواطئ والكتل الصخرية المتواجدة في الجزر. وتمتاز هذه الأنواع بأنها متعددة الزيجات، وهذا يعني أن الذكور البالغة تتكاثر مع العديد من الإناث. في معظم الأنواع، تصل الذكور إلى مواقع التزاوج قبل الإناث، وتستحوذ على مناطقها الخاصة بها، حيث تبدأ في إظهار بعض العروض الصوتية والمرئية والقتالية. وتصل الإناث على الشواطئ بعد يوم أو أكثر من وصول الذكور وقبل موعد الولادة. وتعتبر الفقمات من الحيوانات الاجتماعية، ومع ذلك لا تواجد بينها مراتب ولا منازل دائمة بين أعضاء المجموعة في المستعمرات. وتختلف درجات تحكم الذكور في الإناث أو المقاطعات وفقا لاختلاف الأنواع. ومن ثم، فإن عجل البحر الشمالي (Northern Fur Seal) وأسد البحر الجنوب أمريكي (South American sea lion) تعمل على قيادة إناثها داخل القطيع، وفي بعض الأحيان تقوم بإثخانهم بالجراح لاتباع الأوامر، بينما يتحكم أسد البحر الاستلري (Steller Sea Lion) وأسد البحر النيوزلندي (New Zealand sea lion) في مقاطعات معينة بدون إجبار الإناث على التحرك معهم واتباع الأوامر.
تعتبر أسود البحر (Otariids) من الكائنات آكلة اللحوم، حيث تتغذى على السمك والحبار والقشريات. تعيش أسود البحر بالقرب من الشاطئ في المناطق ذات الموجات المتقلبة، كما أنها تتغذى على الأسماك الكبيرة، بينما تفضل عجول البحر الصغيرة العيش في المياه بعيدا عن الشاطئ، كما أنها تصطاد في جماعات، وتتقاسم الأعداد الكبيرة منها الفريسة حتى لو كانت صغيرة. وتعد أسود البحر من أكثر الحيوانات آكلات اللحوم حيوية، كما تستطيع بعض الإناث الغوص لأعماق بعيدة تصل إلى 400 متر (1300 قدم).

## الأنواع
فصيلة أسود البحر (Otariidae)
- الأسرة أركتوسيفالينا (Arctocephalinae) الفرعية
  - الجنس أركتوسيفالوس (Arctocephalus)
    - عجل البحر الوبري القطب الجنوبي (Antarctic fur seal), أ. الغزالي (gazella)
    - عجل البحر الوبري الغوادالوبي (Guadalupe fur seal), أ. التونسندي (townsendi)
    - عجل البحر الوبري جوان فرنانديز (Juan Fernández fur seal), أ. الفليبيني (philippii)
    - عجل البحر الوبري الغالاباغوسي (Galápagos fur seal), أ. جالاباجونسيس (galapagoensis)
    - عجل البحر الوبري البني (Brown fur seal), أ. بوزيلوس (pusillus)
      - عجل البحر الوبري الأفريقي الشمالي (South African fur seal), أ. بوزيلوس برشم (pusillus pusillus)
      - عجل البحر الوبري الأسترالي، أ. بوزيلوس دوريفيروس (pusillus doriferus)

    - عجل البحر الوبري النيوزلاندي (New Zealand fur seal) (أو عجل البحر الشمالي)، A. فورستري (forsteri)
    - عجل البحر القطبي الجنوبي (Subantarctic fur seal)، أ. تروبيكاليس (tropicalis)
    - عجل البحر الشمال أمريكي (South American fur seal)، أ. أوستراليس (australis)

  - الجنس كالورينوس (Callorhinus)
    - عجل البحر الوبري الشمالي (Northern fur seal)، ت. يورسينوس (ursinus)
- الأسرة الفقمة (Otariinae)
  - الجنس أسود البحر (Eumetopias)
    - أسد البحر الاستلري (Steller sea lion)، ث. جوباتوس (jubatus)

  - الجنس أسد البحر الأسترالي (Neophoca)
    - أسد البحر الأسترالي (Australian sea lion)، ن سينيريا (cinerea)

  - الجنس أسود البحر الأمريكية الشمالية (Otaria)
    - أسد البحر الأمريكية الشمالية، و. فلافيسينس (flavescens)

  - الجنس أسود البحر النيوزلاندية (Phocarctos)
    - أسد البحر النيوزلاندي (New Zealand sea lion) (أو أسد البحر الخطافي)بي. هوكري (hookeri)

  - الجنس أسود البحر الكاليفورنية (Zalophus)
    - أسد البحر الكاليفورني (California sea lion)، ز كاليفورنيانوس (californianus)
    - †أسد البحر الياباني (Japanese sea lion)، ز. جابونيكوس (japonicus) - منقرض حقبة الستينيات
    - أسد البحر الجالاباجوسي (Galápagos sea lion)، ز ووليبيكي (wollebaeki)

على الرغم من أن فصيلتي الفقمات (Otariinae) الفرعية عجول البحر (fur seals) أسود البحر (sea lions) مازالت مشهورة في نطاق واسع؛ إلا أن بعض الدراسات الفردية المعاصرة توضح أن هذه النظرية تبدو غير صحيحة. كما توضح هذه الدراسات أيضا أن هناك ثلاث سلالات تنحدر من هذه الفصيلة، فالسلالة الأولى تنحدر من أسود البحر الشمالية (أسود البحر الشمالية وأسود البحر الكاليفورنية) "Eumetopias" و"Zalophus"، والفصلية الثانية تنحدر من عجول البحر الشمالية وعائلتها المنقرضة (عجول البحر الشمالية) "Callorhinus"، وتنحدر الفصيلة الثالثة من الأنواع الباقية في نصف الكرة الجنوبي.

## كتابات أخرى
- Berta, A., and L. Sumich (1999) Marine Mammals: Evolutionary Biology. San Diego: Academic Press.
- Gentry, R. L (1998) Behavior and Ecology of the Northern Fur Seal. Princeton: Princeton University Press.
- Perrin, W. F., B. Würsig, and J. G. M. Thewissen (2002) Encyclopedia of Marine Mammals. San Diego: Academic Press.
- Riedman, M. (1990) The Pinnipeds: Seals, Sea Lions and Walruses. Berkeley: University of California Press.

## وصلات خارجية
- Eared Seals on Answers.com
- Otariids on MarineBio.org